# Yogi's Gang
Yogi's Gang (no Brasil: A Turma do Zé Colmeia) é uma série de desenho animado produzido pela Hanna-Barbera Productions, com o intuito de reunir os grandes personagens do estúdio que haviam alcançado sucesso, onde liderados por Zé Colmeia, eles embarcavam numa arca voadora. O desenho animado é uma paródia dos vilões que personificam os defeitos e vícios humanos mais comuns. Foi apresentada originalmente pela rede ABC, estreando em 8 de setembro de 1973, tendo sua última transmissão em 29 de dezembro de 1973, num total de 15 episódios de aproximadamente 30 minutos cada. A série teve inicio com um telefilme especial intitulado A Arca do Zé Colmeia, lançado em  16 de setembro de 1972 como parte do The ABC Saturday Superstar Movie e serve de episódio piloto.
Após o seu cancelamento, A Turma do Zé Colmeia retornou à televisão em 1977 como segmento da série Fred Flintstone and Friends, onde ficou até meados da década de 1980.
No Brasil o desenho estreou na Rede Globo em meados da década de 1970 e foi reprisado na década de 1980 na Rede Manchete e Rede Bandeirantes. Os personagens foram dublados por vozes diferentes das originais usadas em seus desenhos solos, pois o trabalho de dublagem foi realizado no Rio de Janeiro na Herbert Richers.

## Enredo
Quando o parque Jellystone é ameaçado pelo aumento descontrolado e irresponsável da civilização e da poluição ambiental, Zé Colmeia e Catatau saem das florestas e junto com outros personagens: Dom Pixote, Pepe Legal, Plic e Ploc, Peter Potamus, constroem uma arca voadora, ela é erguida no ar por um balão e movida por um poderoso e cômico motor: Maguila, o Gorila, que corre sobre uma esteira atrás de bananas, e vão em busca do mundo perfeito, um paraíso onde eles pudessem chamar de lar, longe da poluição e da violência. Durante a viagem eles encontram e enfrentam vilões que personificam alguns dos defeitos e vícios humanos mais comuns. É assim que surgem personagens como a Iara-Faz-Sujeira, Gênio Insaciável, ou o Sr. Sujo (Mr. Sloppy) que age fantasiado de Sr. Limpo.

## Personagens
- Zé Colmeia e Catatau (Yogi Bear and Boo-Boo Bear)
- Dom Pixote (Huckleberry Hound)
- Leão da Montanha (Snagglepuss)
- Pepe Legal (Quick Draw McGraw)
- Bobi Filho e Bibo Pai (Augie Doggie and Doggie Daddy)
- Formiga Atômica (Atom Ant)
- Wally Gator
- Punkin' Puss & Mushmouse (Punkin' Puss & Mushmouse)
- Magilla (Magilla Gorilla)
- Joca (Hokey Wolf)
- Lula Lelé (Squiddly Diddly)
- Olho Vivo e Faro Fino (Snooper and Blabber)
- Peter Potamus
- Manda-Chuva (Top Cat)
- Buscapé (Hillbilly Bears)
- Lippy e Hardy (Lippy the Lion & Hardy Har Har)
- Patinho Duque (Yakky Doodle)
- Guarda Smith
- Cindy (Cindy Bear)
- Tartaruga Touché e Dum Dum (Touché Turtle and Dum Dum)

## Lançamento em DVD
O episódio, The Greedy Genie (O Gênio Insaciável), foi incluído na coletânea Saturday Morning Cartoons DVD: 1970 Volume 1 lançado pela Warner Home Video em 26 de maio de 2009 (26/05/2009). A Warner Bros ainda não tem planos para uma versão em DVD da série.

## Guia de episódios
| Data de estreia nos EUA | Episódio | Título do episódio nos EUA | Título do episódio no Brasil                |
| ----------------------- | -------- | -------------------------- | ------------------------------------------- |
| 8 de setembro de 1973   | 1        | Mr. Bigot                  | O Doutor Fanático                           |
| 15 de setembro de 1973  | 2        | The Greedy Genie           | O Gênio Insaciável                          |
| 22 de setembro de 1973  | 3        | Mr. Prankster              | Senhor Farsante                             |
| 29 de setembro de 1973  | 4        | Mr. Fibber                 | A Mentira tem Pernas Curtas                 |
| 6 de outubro de 1973    | 5        | Gossipy Witch              | A Bruxa Fofoca                              |
| 13 de outubro de 1973   | 6        | Mr. Sloppy                 | O Senhor Sujeira                            |
| 20 de outubro de 1973   | 7        | Mr. Cheater                | O Senhor Trapaça                            |
| 27 de outubro de 1973   | 8        | Mr. Waste                  | O Senhor Gastador                           |
| 3 de novembro de 1973   | 9        | Mr. Vandal                 | O Senhor Destruidor                         |
| 10 de novembro de 1973  | 10       | The Sheik Of Selfishness   | O Sheik do Egoísmo                          |
| 17 de novembro de 1973  | 11       | Mr. Smog                   | Senhor Fumaça                               |
| 24 de novembro de 1973  | 12       | Lotta Litter               | Iara Faz Sujeira Lota Lixo (dublagem Álamo) |
| 1 de dezembro de 1973   | 13       | The Envy Brothers          | Os Irmãos Inveja                            |
| 8 de dezembro de 1975   | 14       | Captain Swipe              | Capitão Swipe (dublagem Álamo)              |
| 15 de dezembro de 1973  | 15       | Mr. Hothead                | Senhor Esquentado (dublagem Álamo)          |

## Elenco

### Atores
- Daws Butler: Zé Colmeia, Dom Pixote, Leão da Montanha, Joca, Pepe Legal, Bobi Filho, Wally Gator, Peter Potamus, Lippy
- Don Messick: Catatau, Guarda Smith, Tartaruga Touché, Formiga Atômica, Lula Lelé
- John Stephenson: Bibo Pai, Hardy, Sr. Sorriso (Mr. Cheerful), Gênio Insaciável, Senhor Farsante, Irmão Inveja #2, Capitão Swipe, Fumbo Jumbo, Sr. Hothead
- Allan Melvin: Maguila, Senhor Sujeira/Senhor Limpo
- Julie Bennett: Cindy
- Henry Corden: Doutor Fanático, Guarda Chefe
- Jean Vander Pyl: Bié Buscapé
- Tom Bosley: Imediato Mentira
- Virginia Gregg: Bruxa Fofoca do Oeste
- Rose Marie: Iara Faz Sujeira
- Hal Smith: Smiley, Sr. Vândalo
- Jesse White: Sr. Trapaça
- Paul Winchell: Sheik do Egoísmo
- Lennie Weinrib: Sr. Fumaça
- Jim MacGeorge: Zé Buscapé
- Walker Edmiston: Prefeito de Fumacity

### Vozes
- Estúdio - Herbert Richers
- Dick Vigarista - Domício Costa
- Guarda Smith - Magalhães Graça
- Zé Colmeia - Miguel Rosenberg
- Catatau - Luis Manuel
- Bobi Pai - Orlando Drummond
- Bobi Filho - Luis Manuel
- Formiga Atômica - Rodney Gomes
- Tartaruga Touché - Luis Manuel
- Leão da Montanha - Lauro Fabiano
- Pepe Legal - Alfredo Martins
- Dom Pixote - Roberto Maya
- Joca - Waldir Fiori
- Maguila - Guálter França
- Peter Potamus - Waldyr Santanna
- Ursão - Jorgeh Ramos
- Madame Ursa - Orlando Drummond
- Polvorosa - Mário Monjardim
- Olho Vivo - Ribeiro Santos
- Faro Fino - Allan Lima
- Cachorro Trambique - Milton Luís
- Imediato Fídias P. Mentira - Ronaldo Magalhães
- Wally Gator - Antônio Patino
- Cindy - Marlene Costa

## História no ar
- no Brasil 
  - Rede Globo
  - pool Record/TVS
  - SBT
  - Cartoon Netwoork
  - Boomerang
  - Tooncast